# The Burns and the Bees
"Queimaduras e Abelhas" é o oitavo episódio da vigésima temporada de Os Simpsons. Esse episódio teve a abertura modificada como se fosse de Natal, porque foi o único episódio dessa temporada que ficou mais perto do Natal (apesar da exibição original). Esse episódio questiona as Abelhas-africanas.

## Sinopse
O Sr. Burns e Smithers estão indo para o refúgio de bilionários e Burns está ansioso para chegar. Lá, Burns e os bilionários agem como crianças. Na escola, Bart faz uma pegadinha com Skinner, e o faz ir no banheiro das mulheres; e por causa disso, Jimbo e sua gangue desafiam Bart a derrubar uma colmeia em cima de Lisa e seus amigos, e Bart aceita. Quando a colmeia cai, nenhuma abelha sai, pois todas estão mortas. Willie diz que todas as abelhas morreram de causa misteriosa. Decepcionada, Lisa tenta pedir ajuda ao Professor Frink, e logo o Professor diz que as abelhas pegaram sarampo; e logo uma abelha saudável pica Lisa.
O Professor Frink pede que Lisa mantenha uma colmeia inteira na sua cabeça até as abelhas acharem um lar. Quando Lisa volta para casa, Bart logo implica com Lisa; e Marge deixa Lisa ficar com as abelhas. Quando volta do refúgio, o Sr. Burns assiste um jogo de basquete e o treinador do Dallas Maverics, Mark Cuban apesar de ser um bilionário, está divertindo a plateia. Incomodado com isso, Burns conversa com Mark e decide ser mais engraçado. Durante um jogo de basquete, Burns aparece de helicóptero e tenta animar a plateia, mas falha. Durante um jogo de apostas no refúgio de bilionários, um bilionário perde um time de basquete para Burns. Lisa está chateada por não encontrar um lar para as abelhas, quando Marge sugere uma estufa que está sem nada. Quando Lisa deixa as abelhas na estufa, um bando de trabalhadores destrói a estufa para fazer mais um estádio em Springfield para o Sr. Burns.
Lisa tenta debater o assunto "Abelhas X Estádio" em público na prefeitura, mas todos concordam com o estádio, quando o Sr. Burns diz que "Muk Mu" vai jogar. Com poucas abelhas em sua proteção, Lisa está temendo um mundo sem abelhas, e então Homer pede ajuda de Moe; que sugere que as abelhas de Lisa e as suas abelhas-africanas se "reproduzissem". O Estádio está na inauguração, quando Homer chega com as super-abelhas para Lisa. Estupidamente Homer liberta as abelhas, que vão para o estádio. Todos no estádio e o estádio, são arrasados pelas abelhas. Burns surge e diz que "ela ganhou esse round, mas a guerra continua"; mas logo é levado por uma abelha.